# Pierre Dandrieu

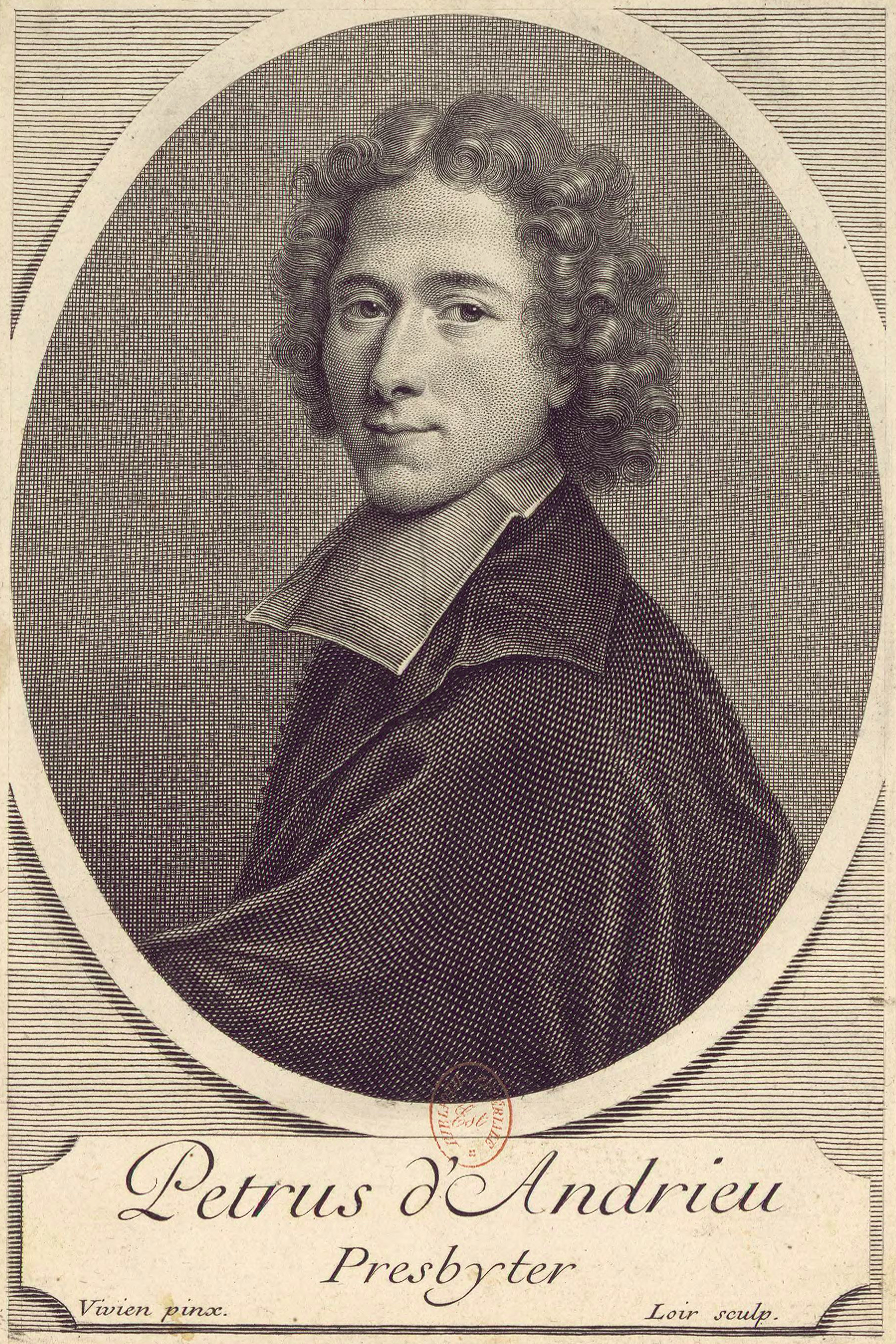
Pierre Dandrieu, Porträt von Joseph Vivien

Pierre Dandrieu (getauft 21. März 1664 in Angers; † 20. Oktober 1733 in Paris) war ein französischer Priester, Organist und Komponist.
Pierre Dandrieu wirkte während mehr als 40 Jahren als Organist an der Kirche von St. Barthélemy (1791 abgerissen) in Paris. Er veröffentlichte gegen 1714 ein Livre de noëls für Orgel und Cembalo. Sein Stil ist durch Nicolas Lebègue beeinflusst. Darüber hinaus ist über sein Leben wenig bekannt, außer dass Louis Marchand gegen ihn intrigierte, um ihn seiner Stelle verlustig zu machen. Als Organist an St. Barthélemy folgte ihm sein Neffe Jean-François Dandrieu nach.